# George Bryant
George Philip „Phil” Bryant (ur. 22 lutego 1878 w Melrose; zm. 18 kwietnia 1938 w Marshfield) – amerykański łucznik, dwukrotny mistrz olimpijski. Startował w konkurencji łuków klasycznych.
Największym jego osiągnięciem było dwukrotne mistrzostwo igrzysk olimpijskich w Saint Louis w 1904 roku w konkurencji indywidualnej. Trzeci medal w tych igrzyskach zdobył drużynowo.
Jego starszy brat Wallace również startował w łucznictwie na tych igrzyskach, zdobywając brązowy medal w rywalizacji drużynowej.